# فيكي أسبينال
فيكي أسبينال (بالإنجليزية: Vicky Aspinall)‏ هي عازفة قيثارة وعازفة كمان بريطانية، ولدت في 1956.

## وصلات خارجية
- فيكي أسبينال على موقع ميوزك برينز (الإنجليزية)
- فيكي أسبينال على موقع ديسكوغز (الإنجليزية)